# Fëdor Bogdanovskij
Fëdor Fëdorovič Bogdanovskij (in russo Фёдор Фёдорович Богдановский?; Šeteevo, 16 aprile 1930 – San Pietroburgo, 2 ottobre 2014) è stato un sollevatore sovietico che ha gareggiato prevalentemente nella categoria dei pesi medi (fino a 75 kg.).

## Biografia
Bogdanovskij iniziò a sollevare pesi all'età di 18 anni. Nel 1950 fu arruolato nell'esercito e trasferito a Mosca. Lì entrò nelle mani dell'allenatore Nikolaj Krylov, con il quale riuscì a diventare nel tempo un sollevatore di livello mondiale.
I suoi primi risultati importanti in competizioni internazionali furono ai Campionati mondiali ed europei di Vienna 1954, nei quali vinse la medaglia d'argento mondiale con 402,5 kg. nel totale su tre prove, battuto per 2,5 kg. dallo statunitense Peter George, e la medaglia d'oro europea.
Anche l'anno successivo ottenne gli stessi piazzamenti ai Campionati mondiali ed europei di Monaco di Baviera, nuovamente battuto da Peter George nella competizione mondiale, pur con lo stesso risultato di 405 kg. nel totale ottenuto da entrambi.
Nel 1956 partecipò alle Olimpiadi di Melbourne, riuscendo questa volta a battere lo statunitense; la classifica finale infatti vide Bogdanovskij medaglia d'oro con 420 kg. nel totale, nuovo record del mondo, argento per Peter George con 412,5 kg. e bronzo per l'italiano Ermanno Pignatti con 382,5 kg.
Nel 1957, ai Campionati mondiali di Teheran, trovò un nuovo rivale statunitense in Tommy Kono, che lo batté costringendolo alla medaglia d'argento, anche in questo caso con lo stesso risultato di 420 kg. nel totale ottenuto dai due contendenti.
Ai Campionati mondiali ed europei di Stoccolma 1958 fu nuovamente battuto da Tommy Kono, questa volta con una differenza di 7,5 kg. tra i due (430 kg. nel totale per Kono e 422,5 kg. per Bogdanovskij), ottenendo, pertanto, la medaglia d'argento mondiale e la medaglia d'oro europea.
La storia si ripeté l'anno successivo ai Campionati mondiali ed europei di Varsavia, che videro Kono vincitore della medaglia d'oro con 425 kg. nel totale e Bogdanovskij medaglia d'argento mondiale e medaglia d'oro europea con 417,5 kg.
Nel 1960 trovò in Aleksandr Kurynov un altro rivale all'interno del suo Paese, il quale lo estromise dalla squadra per le successive Olimpiadi di Roma battendolo ai Campionati nazionali sovietici.
Si ritirò dall'attività agonistica nel 1963, diventando allenatore di sollevamento pesi a Leningrado, facendo anche parte dello staff tecnico della nazionale sovietica di sollevamento pesi durante gli anni '70.
Nel corso della sua carriera di sollevatore Bogdanovskij realizzò otto record mondiali, di cui cinque nella prova di distensione lenta e tre nel totale.